# Литвинов, Сергей Сергеевич
Серге́й Серге́евич Литви́нов (нем. Sergei Sergejewitsch Litwinow; 27 января 1986, Ростов-на-Дону, СССР) — российский, а ранее немецкий метатель молота. У Сергея двойное гражданство — российское и немецкое. Чемпион Германии 2009. Чемпион России 2013 года.

## Спортивная карьера
Сергей Литвинов родился 27 января 1986 года в Ростове-на-Дону в семье знаменитого советского спортсмена, 2-кратного чемпиона мира, олимпийского чемпиона 1988 в метании молота Сергея Литвинова-старшего. Его мать по происхождению — поволжская немка, поэтому ещё во втором классе, в 1995 году, он вместе с мамой, братьями и сестрами уехал в Германию. Сначала Литвинов младший занимался дзюдо и даже стал чемпионом Германии среди юниоров. Но из-за отсутствия спарринг-партнёра своего возраста он прекратил занятия. В 2001 году его родители развелись и Сергей вместе с отцом переехал в Минск, где Сергей Литвинов старший стал работать тренером. Позже к тренировкам в группе отца приступил и Сергей.
Под флагом Белоруссии Сергей Литвинов участвовал в международных юниорских соревнованиях. Первым международным стартом для спортсмена стал чемпионат мира 2004 U20 (среди спортсменов до 20 лет) в Гроссето, где он стал 9-м. На чемпионате Европы 2005 U20 в Каунасе Сергей также стал 9-м. Месяцем позже на чемпионате Европы 2007 U23 в Дебрецене стал только 11-м, метнув молот на 64,03 м, хотя в сезоне 2007 стабильно метал за 74 метра (лучший личный результат в сезоне 2007 — 74,80 м.).
В 2008 году вернулся в Германию и выступал под флагом этой страны. В мае 2008 года он улучшил свой личный рекорд до 75,35 м и выиграл чемпионат Германии среди юниоров, а среди взрослых стал 4-м. На чемпионате мира 2009 в Берлине Сергей Литвинов метнул молот на 76,58 м и расположился на 5-м месте итогового протокола, вслед за также представляющим Германию Маркусом Эссером. В том же году Сергей Литвинов младший впервые в своей карьеры завоевал титул чемпиона Германии.
В 2010 году принял решение вернуться на Родину и выступать за Россию. Тренировался у своего отца, тоже вернувшегося в Россию с группой перспективных спортсменов.
19 февраля 2018 года умер Сергей Литвинов-старший, на сборах в Сочи.

## Спортивные достижения
| Год                  | Соревнование         | Место проведения     | Позиция              | Результат            |
| Выступая за Германию | Выступая за Германию | Выступая за Германию | Выступая за Германию | Выступая за Германию |
| -------------------- | -------------------- | -------------------- | -------------------- | -------------------- |
| 2009                 | Чемпионат Германии   | Ульм, Германия       | 1-е                  | 76.46 м              |
| 2009                 | Чемпионат мира       | Берлин, Германия     | 5-й                  | 76.58 м              |
| Выступая за Россию   |                      |                      |                      |                      |
| 2011                 | Чемпионат России     | Сочи, Россия         | 2-е                  | 78.87 м              |
| 2011                 | Чемпионат мира       | Тэгу, Южная Корея    | 15-й                 | 74.80 м              |
| 2013                 | Универсиада          | Казань, Россия       | 3-е                  | 78.08 м              |
| 2013                 | Чемпионат России     | Москва, Россия       | 1-е                  | 77.77 м              |
| 2013                 | Чемпионат мира       | Москва, Россия       | 11-й                 | 75.90 м              |